# سد بيت الروش
سد بيت الروش، سد مائي يقع قرب قرية بيت الروش الفوقا وبيت الروش التحتا في منطقة أراضي دورا الغربية، بمحافظة الخليل جنوب الضفة الغربية. 

## الوصف
- يقع السد على أراضي بيت الروش التحتا وأراضي بيت الروش الفوقا، وهي من قرى مدينة دورا الغربية والواقعة على الخط الأخضر، حدود أراضي عام 1967.[5]

- أنشأ سد بيت الروش عام 2018، بتمويل من الهيئة العربية للإستثمار والإنماء الزراعي، بإدارة البنك الإسلامي للتنمية.[6]

- يتسع السد لتجميع 220،000 كوب من مياه الأمطار.[7]

- يعتبر أحد إنجازات وزارة الزراعة الفلسطينية والذي يعد مشروع إستراتيجي هام في منطقة قرى دورا جنوب الخليل.

## الهدف من بناء السد
- سد نقص المياه الجوفية، وتوفير مياه للمزارعين في المنطقة المحيطة به لتحسين الاقتصاد الفلسطيني.

- تجميع مياه الأمطار، والانتفاع من مياه السد في الأغراض الزراعية، وعمل أحواض لمستخدمي المياه من المزارعين أصحاب الأراضي في المنطقة.[8]

## روافد السد
مياه الأودية والأمطار والسيول المتدفقة، من الجبال في موسم الأمطار في فصل الشتاء.